# Joakim Allgulander
.

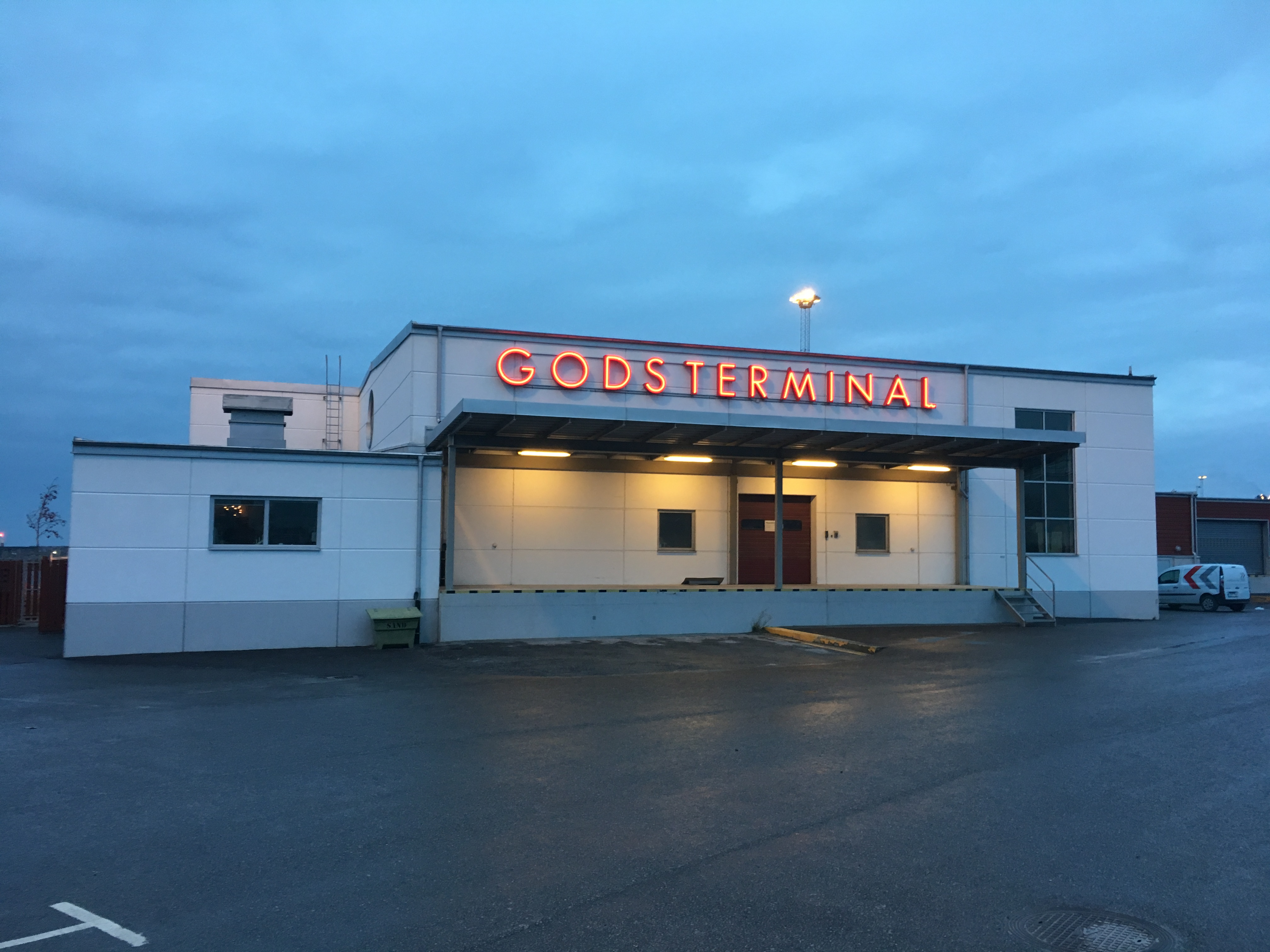
Godsterminalen vid nya kryssningskajen i Visby hamn

Pär Joakim Allgulander, född 4 september 1965 i Stockholm, är en svensk konstnär. 
Joakim Allgulander har studerat vid Ölands folkhögskola samt vid Konstfack i Stockholm. Han arbetar med måleri, skulptur, grafik, neon och tekniska konstruktioner. Utopiska drömmar, natur och undergångsromantik är återkommande teman i hans skapande.Joakim Allgulanders bildvärld är "underfundig och roande, små utflykter i fantasin där allvar och humor får samspela med varandra". Verken har ofta ett fotografiskt uttryck. Om verket Gods terminal från 2011 säger Joakim Allgulander "spärravståndet mellan S och T förlängdes något och bildar ordet Gods terminal vilket ger texten en annan betydelse – Guds terminal eller något slutgiltigt."
Bor och verkar i London och på Gotland och arbetar idag huvudsakligen med måleri och grafik.